# Ulica Tenczyńska w Krakowie
Ulica Tenczyńska – ulica w Krakowie, w dzielnicy I Stare Miasto, na Nowym Świecie.
Jest to ślepa ulica, przecznica ulicy Tarłowskiej. Wytyczona została pod koniec XIX wieku, prawdopodobnie w 1896 roku, nazwę otrzymała w 1903, przy czym celowo zachowano historyczną pisownię.
W XVI wieku okolicę nazywano Na Tęczyńskiem z uwagi na znajdujące się tutaj a należące do rodziny Tęczyńskich posiadłość i dwór. Pierwotnie planowano, że ulica sięgać będzie do ul. Straszewskiego, czego jednak nie zrealizowano.
Zabudowa ulicy to czynszowe, eklektyczne kamienice, powstałe w końcu XIX i na początku XX wieków.
- ul. Tenczyńska 1 (ul. Tarłowska 5) – kamienica, proj. Beniamin Torbe, 1910.
- ul. Tenczyńska 2 (ul. Tarłowska 9) – kamienica, zbud. przed 1900.
- ul. Tenczyńska 3 – kamienica, zbud. po 1900.
- ul. Tenczyńska 4 – kamienica, zbud. przed 1900.
- ul. Tenczyńska 6 – kamienica, proj. Leopold Tlachna, 1898.

## Galeria

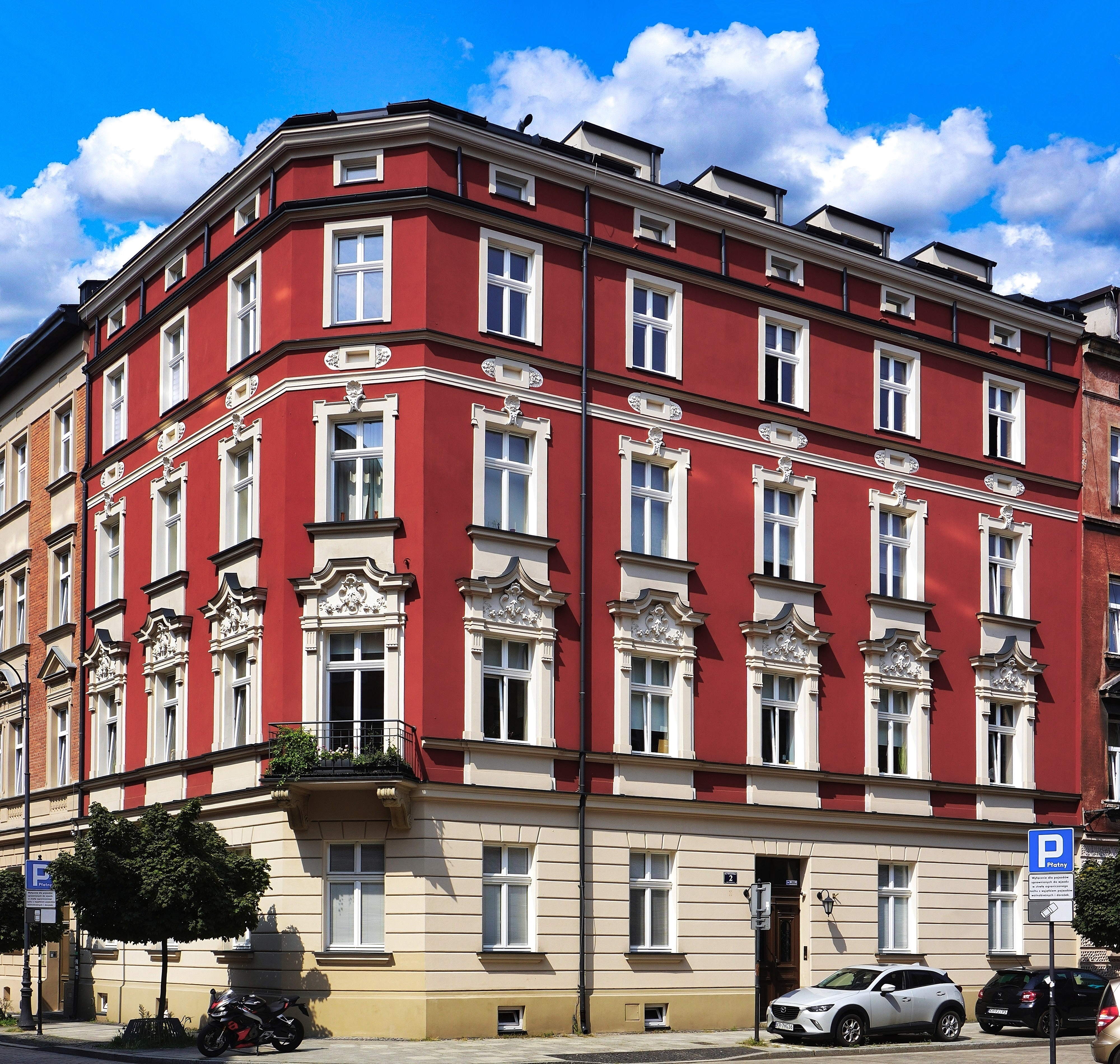
ul. Tenczyńska 2 (ul. Tarłowska 9) Kamienica (ok. 1890)
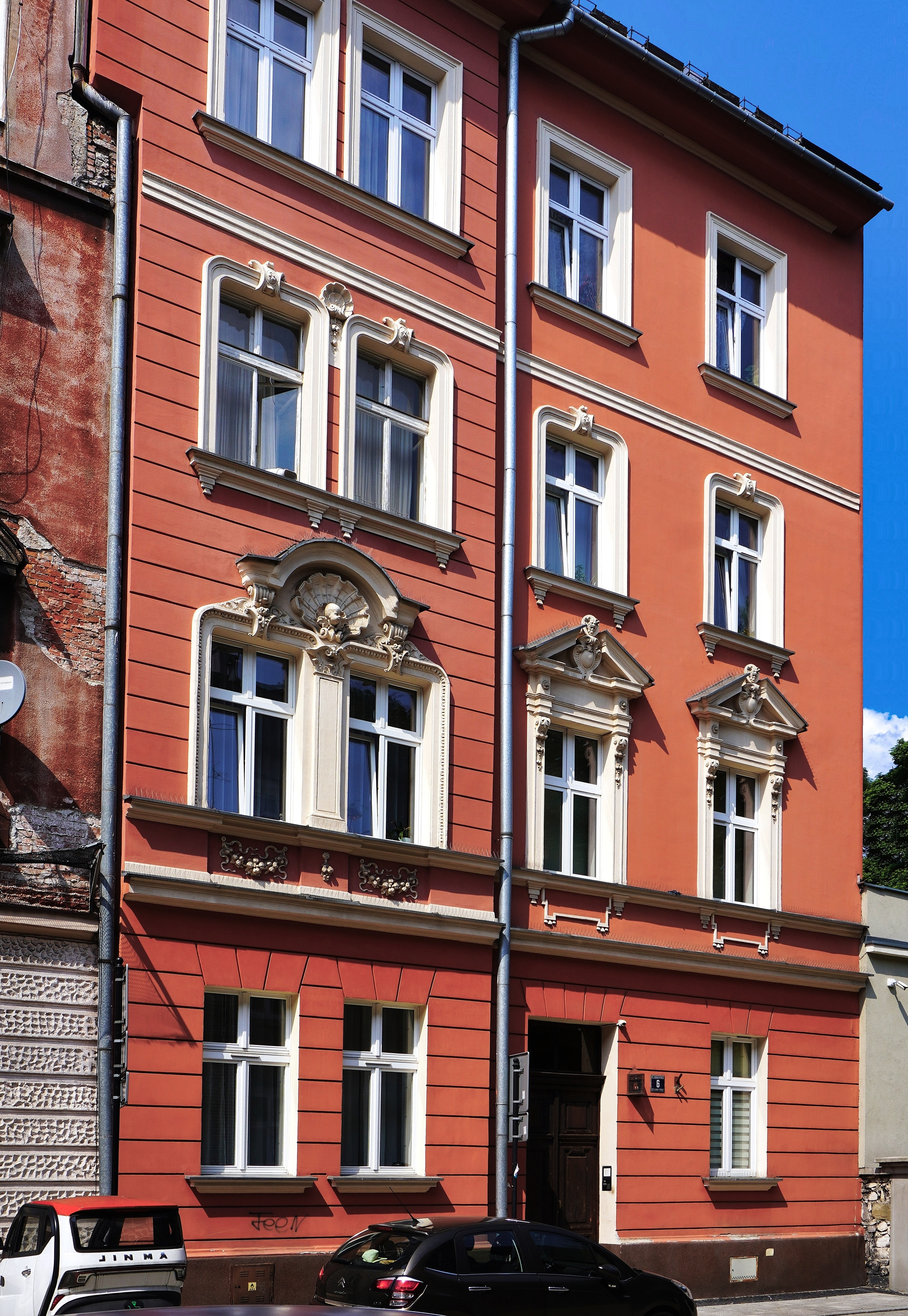
ul. Tenczyńska 6 Kamienica (proj. Leopold Tlachna, 1898)

## Źródła
- Elżbieta Supranowicz Nazwy ulic Krakowa, Wydawnictwo Instytutu Języka Polskiego PAN, Kraków 1995, ISBN 83-85579-48-6 s. 182
- Barbara Zbroja Leksykon architektów i budowniczych pochodzenia żydowskiego w Krakowie w latach 1868-1939, Wydawnictwo Wysoki Zamek, Kraków 2023, ISBN 978-83-966500-2-3 s. 250
- Gminna ewidencja zabytków-Kraków, data dostępu: 2024-01-12